# 酋長龍屬
酋長龍屬（學名：Loncosaurus）是鳥腳亚目恐龍的一屬，化石發現於阿根廷的聖克魯斯省，地質年代為上白堊紀。模式種是阿根廷酋長龍（L. argentinus），是由阿根廷古生物學家佛羅倫天奴·阿米希諾（Florentino Ameghino）描述、命名，目前被認為是疑名。酋長龍的學名意思並不明確，有可能是阿勞坎語的「酋長」或希臘文的「長矛」，中文譯名則使用了前者的意思。由於酋長龍曾長時間被誤認為是屬於獸腳亞目，所以有關牠的資料經常存在矛盾。

## 歷史
佛羅倫天奴·阿米希諾在1898年或1899年敘述、命名了酋長龍，化石包含一根股骨近端（編號MACN-1629）及牙齒，發現於聖克魯斯省的Cardiel地層或Matasiete地層。
無論是哪一種說法，他都認為酋長龍是屬於肉食性的斑龍科，而休尼（Friedrich von Huene）也支持這個說法。後來的研究則指酋長龍是屬於虛骨龍科，但當時未分類的小型肉食性恐龍，多被分類到虛骨龍科。因為牙齒化石類似肉食性動物，而造成這種鑑定結果。
經過數十年後，Ralph Molnar重新研究這些化石。他發現那牙齒不是來自於該股骨的同一動物個體。他更指出該股骨是屬於稜齒龍類或龜。後來的研究發現並沒有不同的結果，只有股骨的長度數據不同，以及酋長龍是屬於禽龍類而非稜齒龍類。目前酋長龍被分類為鳥腳下目的分類不明屬、或禽龍類。奇怪的是有人指出酋長龍是屬於銳頜龍屬，但卻沒有解釋原因，這個分類法後來沒有被接納。

## 古生物學
羅多爾夫·科里亞（Rodolfo Coria）估計酋長龍長約5公尺。這個體型在鳥腳下目是屬於小至中等動物，所以酋長龍有可能是行動輕盈的雙足草食性恐龍。

## 外部連結
- https://web.archive.org/web/20070817043110/http://www.users.qwest.net/~jstweet1/ornithopoda.htm